# وان (مانغاكا)
وان (كما تكتب ONE) هو إسم مستعار لمانغاكا ياباني. أشتهر من خلال مانغا الويب كوميكس ون بنش مان، التي تم إعادة رسمها لاحقا من طرف الفنان يوسوكي موراتا. وان نشر سلسلة ون بنش مان على موقعه الخاص بلا ناشر رسمي، فيما بعد تم نشر السلسلة في طبعة جديدة على شبكة الأنترنيت من خلال شبكة يونغ جمب الأسبوعية. سلسلته الأخرى، موب سايكو 100 التي تنشر رقميا من خلال شونن سندي الأسبوعية، التي تسمى أورا ساندي.
في ديسمبر 2015، موقعه على الأنترنت يحصل على أكثر من 100,000 زيارة يوميا، أما  مجموع الزيارات فسجلت أكثر من 70 مليون زيارة.
ولد في نيغاتا وترعرع في كونسو، سايتاما.

## الأعمال
| العنوان                                                            | السنة     | الناشر                                              | الملاحظات                        | المرجع. |
| ------------------------------------------------------------------ | --------- | --------------------------------------------------- | -------------------------------- | ------- |
| ون بنش مان(ワンパンマン Wanpanman)                                 | 2009–الآن | نشرها بنفسه                                         | ويب كومكس                        |         |
| محاربون غاضبون(怒涛の勇者達 Dotō no Yūshatachi)                    | 2012      | شوئيشا (اليابانية)                                  | مع يوسوكي موراتا                 | [ 7 ]   |
| ماكاي نو أوسان(魔界のオッサン)                                     | 2012–2013 | شوئيشا (اليابانية)                                  | ويب كومكس                        | [ 8 ]   |
| موب سايكو 100(モブサイコ100 Mobu Saiko Hyaku)                      | 2012–2017 | شوغاكوكان (اليابانية) دارك هورس كوميكس (الإنجليزية) | مانغا                            |         |
| وان بنش مان(ワンパンマン Wanpanman)                                | 2012–الآن | شوئيشا(اليابانية) فيز ميديا (الإنجليزية)            | إعادة صناعة, من يوسوكي موراتا    |         |
| وحش الأرض(地球の怪獣 Chikyū no Kaijū)                              | 2013      | نشرها بنفسه                                         | مع يوسوكي موراتا وكينو نيشيمورا ‏ | [ 9 ]   |
| Cockroaches Buster(ゴキブリバスター Gokiburi Buster)               | 2015      | سكوير إنكس (اليابانية)                              | مع يوسوكي موراتا                 | [ 10 ]  |
| Bullet Angel Fan Club(弾丸天使ファンクラブ Dangan Tenshi Fan Club) | 2017      | كوميكس جيمب (اليابانية)                             | مع يوسوكي موراتا                 | [ 11 ]  |
| Reigen                                                             | 2018–2019 | شوغاكوكان (اليابانية) دارك هورس كوميكس (الإنجليزية) | مانغا جانبية من موب سايكو 100    | [ 12 ]  |

## جوائز و ترشيحات
| السنة | الجائزة                                | الصنف                                     | العمل / المرشح                  | النتائج |
| ----- | -------------------------------------- | ----------------------------------------- | ------------------------------- | ------- |
| 2014  | النسخة السابعة لـمانغا تايشو ‏          | مانغا                                     | ون بنش مان                      | رُشِّح     |
| 2015  | النسخة الـ26 لـجائزة ايسنر             | أفضل إصدار أمريكي للمواد الأجنبية — أسيا ‏ | [ 15 ]                          | رُشِّح     |
| 2016  | النسخة الـ28 لـجائزة هارفي             | أفضل إصدار أمريكي للمواد الأجنبية         | ون بنش مان(نشر من قبل فيزميديا) | رُشِّح     |
| 2016  | النسخة الثانية لـجائزة سوغوي اليابان ‏  | مانغا                                     | ون بنش مان                      | فوز     |
| 2017  | النسخة الـ62 لـجائزة شوغاكوكان للمانغا | شونين                                     | موب سايكو 100                   | فوز     |
| 2019  | النسخة الـ31 لـجائزة هيرفي             | أفضل مانغا                                | موب سايكو 100                   | رُشِّح     |

## روابط خارجية
- وان على موقع IMDb (الإنجليزية)
- وان على موقع قاعدة بيانات الفيلم (الإنجليزية)
- وان على موقع ANN person (الإنجليزية)